# Elezioni governatoriali in California del 2003
Le elezioni governatoriali in California del 2003 si tennero il 7 ottobre per la revoca (recall) del governatore in carica Gray Davis e per l'eventuale elezione del nuovo governatore.
Le elezioni videro contrapporsi il candidato democratico Cruz Bustamante e il candidato repubblicano Arnold Schwarzenegger, che risultò vincitore. In precedenza, il recall era stato esperito nei confronti di vari governatori della California (tra cui Pat Brown, Ronald Reagan, Jerry Brown e Pete Wilson), ma la revoca non era stata approvata.

## Risultati
| Scelta          | Voti      | %    |
| --------------- | --------- | ---- |
| Sì alla revoca  | 4 976 274 | 55,4 |
| No alla revoca  | 4 007 783 | 44,6 |
| Voti non validi | 429 431   | 4,6  |
| Totale          | 9 413 488 |      |

| Candidati             | Partiti      | Voti      | %     |
| --------------------- | ------------ | --------- | ----- |
| Arnold Schwarzenegger | Repubblicano | 4 206 284 | 48,58 |
| Cruz Bustamante       | Democratico  | 2 724 874 | 31,47 |
| Tom McClintock        | Repubblicano | 1 161 287 | 13,41 |
| Peter Camejo          | Verdi        | 242 247   | 2,80  |
| Arianna Huffington    | Indipendente | 47 505    | 0,55  |
| Altri                 | Altri        | 275 719   | 3,18  |
| Totale                | Totale       | 8 657 916 |       |